# Архит
Архит е древногръцки философ, математик, астроном и военачалник. Числи се към питагорейската школа и е известен с това, че свързал математиката и механиката. Бил е близък с Платон. Няма запазени автентични негови произведения, а само няколко фрагменти.

## Живот
Роден е през 400 г. пр. Хр. в Тарент. Учи при Филолай и е бил учител на математика Евдокс от Книд. Ученик на Архит и Евдокс е бил Менехъм. Като питагореец, Архит смята, че само аритметиката, а не геометрията, може да осигури основа за задоволителни доказателства. Смята се за основател на математическата механика. През 361 г. пр. Хр. изпраща кораб в Сиракуза, за да спаси Платон от тирана Дионисий Младши. В негова чест е наречен кратерът Архит на Луната.

## Идеи
Като се занимава с теория на музиката, Архит показва, че т.нар. епиморно отношение, (n+1)/n, не е представимо като средно геометрично, т.е. корен квадратен от съотношението на две последователни цели числа е винаги ирационален.

При решаването на проблема за „удвояването на куба“ предлага крива, носеща днес неговото име.

### Крива на Архит
Кривата на Архит e симетрична пространствена линия, получена от пресичането на тор с нулев отвор и цилиндър, когато центърът на тора е върху повърхността на цилиндъра и плоскостта му е перпендикулярна на неговата ос, а образуващата окръжност за двете повърхности е същата..